# 頌安 (選區)
頌安（英語：Chung On，代號R26）是香港沙田區議會下轄的選區，2003年設立，2023年取消，末任區議員為工黨成員葉榮。

## 範圍
選區位於馬鞍山新市鎮西部，包括頌安邨及聽濤雅苑，與其相鄰的選區有錦濤、耀安、恆安和鞍泰，並且與駿馬選區隔海相望，投票站設於宣道會台山陳元喜小學。

## 沿革
本區屬馬鞍山新市鎮較遲發展的部分，在1990年代進行填海工程，1999年區議會選舉期間有待發展，範圍分散在錦豐選區及恒濤選區。
2000年左右錦豐選區發展成熟，加上恒濤選區內錦泰苑於2000年落成，帶動人口大幅增加，合計而言超出兩個區議會選區的人口上限，選管會2002年改劃原有錦豐、恒濤選區為頌安、錦濤及鞍泰三個選區。頌安選區包括原錦豐選區內的頌安邨、恒濤選區內的聽濤雅苑、觀瀾雅軒及錦禧苑。當中以頌安邨人口較多，選區名稱亦由此而來。
2003年區議會選舉，頌安選區由民主黨方鎮邦跟時任錦豐區議員民建聯陳克勤爭奪，受惠七一效應帶動民主派支持者投票，最終方鎮邦勝出。方氏2006年因桃色事件被迫退出民主黨，轉投自由黨，並缺席多次會議。2007年11月26日方鎮邦騙取區議會營運開支津貼罪成，被判囚四個月。根據《區議會條例》同日褫奪方的議席，但因正式選舉已於11月18日舉行，故無需舉行補選。
2007年區議會選舉，估計人口為20,653人，選民人數9,387人。民建聯葛珮帆出選頌安選區，其對手為民主黨勞潤明，結果葛珮帆以2,379票當選，連同鄰近的錦濤選區由民建聯楊文銳當選，回復為2003年前民建聯操控本區的情況，視為七一效應消失的例子。
2011年區議會選舉，估計人口為21,288人，選民11,067人。葛珮帆競逐連任，對手為民主動力認可的婦女參政網絡劉家儀，結果葛珮帆以2,455票連任。而葛氏更在2012年立法會選舉以名單首位參選本區所在的新界東選區當選，成為雙料議員。
2015年區議會選舉，基於鞍泰選區人口過多，天宇海劃入本區。尋求連任的葛珮帆與工黨派出的葉榮爭奪議席。最後葉榮以2,506票擊敗取得2,376票的葛珮帆當選。葉榮本身為立法會議員張超雄助理，後來轉到馬鞍山地區辦事處工作，成為香港首位「輪椅社區幹事」。他在2015年10月3日報名參選，公佈選舉結果之前葉榮表示一直抱著「必輸」的心態出選。當選後葉榮表示身為殘疾人士，選舉結果意義重大，是締造奇蹟。他亦呼籲其他殘疾人士站出來，為自己和香港人發聲。他亦期望他的當選能改變社會對殘疾人士觀感。
選舉後有網民在Facebook成立「香港各界慶祝EQ撻Q委員會」專頁慶祝，11月24日約一百人應網上號召，在其位處頌安邨辦事處舉行慶祝活動，期間參加者帶同香檳、花生及夏威夷格林威治大學仿製畢業證書等物品，並唱出徐小鳳歌曲《喜氣洋洋》以示慶祝。
2019年區議會選舉，基於鞍泰及本區人口過多，由沃泰街以北至恒明街聽濤雅苑以南劃出名為海嵐的新選區，當中觀瀾雅軒及天宇海改劃到海嵐，使本區的人口有所減少。民建聯改派龔美姿參選，期望取回失落四年的席位，結果葉榮以過六成得票的4,665票多於龔的2,993票並成功連任。2021年7月，葉氏因應政府計劃追討協助民主派初選區議員的酬金津貼傳聞所帶動的區議員辭職潮中，辭去區議員職務。

## 歷屆議員
| 屆別                   | 議員   | 政治聯繫 | 政治聯繫        |
| ---------------------- | ------ | -------- | --------------- |
| 2004年－2007年11月26日 | 方鎮邦 |          | 民主黨 → 自由黨 |
| 2008年－2011年         | 葛珮帆 |          | 民建聯          |
| 2012年－2015年         | 葛珮帆 |          | 民建聯          |
| 2016年－2019年         | 葉榮   |          | 工黨            |
| 2020年－2021年7月8日   | 葉榮   |          | 工黨            |
| 2021年7月9日－2023年   | 懸空   | 懸空     | 懸空            |

## 歷屆選舉結果
| 政党   | 政党   | 候选人    | 票数  | %     | ±      |
| ------ | ------ | --------- | ----- | ----- | ------ |
|        | 工黨   | ①. 葉榮   | 4,665 | 60.92 | ▲9.59  |
|        | 民建聯 | ②. 龔美姿 | 2,993 | 39.08 | ▼9.59  |
| 多数票 | 多数票 | 多数票    | 1,672 | 21.83 | 不適用 |

| 政党   | 政党   | 候选人    | 票数  | %     | ±      |
| ------ | ------ | --------- | ----- | ----- | ------ |
|        | 民建聯 | ①. 葛珮帆 | 2,376 | 48.67 | ▼10.12 |
|        | 工黨   | ②. 葉榮   | 2,506 | 51.33 | 不適用 |
| 多数票 | 多数票 | 多数票    | 130   | 2.66  | ▼14.92 |

| 政党   | 政党     | 候选人    | 票数  | %     | ±     |
| ------ | -------- | --------- | ----- | ----- | ----- |
|        | 民建聯   | ①. 葛珮帆 | 2,455 | 58.79 | ▲3.05 |
|        | 民主動力 | ②. 劉家儀 | 1,721 | 41.21 | N/A   |
| 多数票 | 多数票   | 多数票    | 734   | 17.58 | ▲6.10 |

| 政党   | 政党   | 候选人    | 票数  | %     | ±     |
| ------ | ------ | --------- | ----- | ----- | ----- |
|        | 民建聯 | ①. 葛珮帆 | 2,379 | 55.74 | ▲6.51 |
|        | 民主黨 | ②. 勞潤明 | 1,889 | 44.26 | ▼6.51 |
| 多数票 | 多数票 | 多数票    | 490   | 11.48 | N/A   |

| 政党   | 政党   | 候选人    | 票数  | %     | ±      |
| ------ | ------ | --------- | ----- | ----- | ------ |
|        | 民主黨 | ①. 方鎮邦 | 1,946 | 50.77 | 新選區 |
|        | 民建聯 | ②. 陳克勤 | 1,887 | 49.23 | 新選區 |
| 多数票 | 多数票 | 多数票    | 59    | 1.54  | 新選區 |